# Matanza de Soria
Matanza es una localidad de la provincia de Soria, partido judicial de El Burgo de Osma, comunidad autónoma de Castilla y León, España. Pueblo de la comarca Tierras del Burgo que pertenece al municipio de San Esteban de Gormaz.
Desde el punto de vista jerárquico de la Iglesia católica forma parte de la diócesis de Osma la cual, a su vez, pertenece a la archidiócesis de Burgos.

## Geografía
Pertenece al municipio de San Esteban de Gormaz y está situada en la Ruta de la Lana y el Camino del Cid.

## Historia

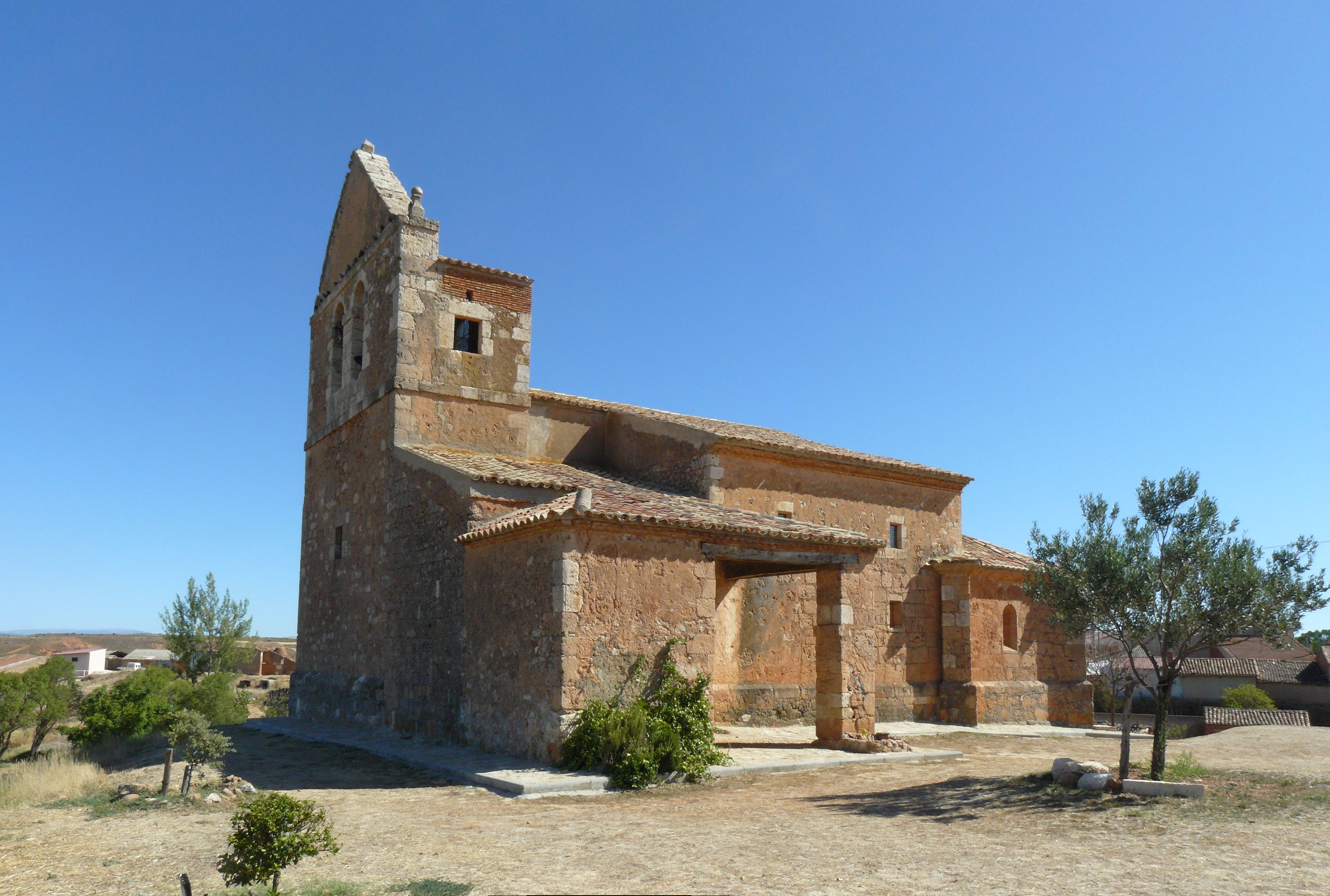
Iglesia de San Juan Bautista

En el censo de 1879, ordenado por el conde de Floridablanca, figuraba como villa eximida en la intendencia de Soria, con jurisdicción de señorío y bajo la autoridad del alcalde ordinario de señorío, contaba con 225 habitantes.
A la caída del Antiguo Régimen la localidad se constituye en municipio constitucional, conocido entonces como Matanza, en la región de Castilla la Vieja, partido de El Burgo de Osma, que en el censo de 1842 contaba con 46 hogares y 164 vecinos
Hasta la reforma de la nomenclatura municipal de 1916 el municipio se llamaba simplemente Matanza. En dicha fecha su nombre fue modificado por el de Matanza de Soria. A finales del siglo XX este municipio desaparece porque se integra en el municipio de San Esteban de Gormaz, contaba entonces con 82 hogares y 269 habitantes.

## Leyendas
Cuenta la leyenda que al volver de luchar Almanzor contra los cristianos en Calatañazor, otro grupo de cristianos le salió al paso en el lugar donde hoy está la villa, que entonces era una campa.
Los heridos de la batalla construyeron el actual pueblo.
En Matanza de Soria se halla la iglesia de San Juan Bautista, románica, con un parte gótica y la ermita de la Virgen de la Guía, dentro de la villa, de que dice textualmente el padre Janáriz: "El rey Ramiro II de León, persiguiendo al ejército moro, libró batalla y lo derrotó delante de la ermita; en recuerdo, la población próxima que se llamaba La Guía, cambió el nombre por el de Matanza".
Pese a ello, existe otra crónica más acorde recogida por Don Rodrigo Jiménez de Rada (1170-1247), quién también se hace eco de la leyenda por la cual el rey Vermudo II de León, promoviendo la unión de su reino con la corona de Navarra y de Castilla —la primera bajo mando de García el Temblón y la segunda bajo el gobierno del conde castellano García Fernández—, obtuvo junto a estas notable victoria frente al ejército de Almanzor en la conocida batalla del lugar de Calatañazor. Así, en la misma crónica, Jiménes de Rada se hace eco de la posterior huida de parte de los militares andalusíes y el consecuente acosamiento por parte del conde castellano García Fernández, quién una vez los tuvo ante sí, los despachó: «Pero el conde García Fernández, persiguiendo esforzadamente a los que habían escapado de la matanza los aniquiló hasta el exterminio».

## Geografía humana

### Demografía
| Gráfica de evolución demográfica de Matanza de Soria entre 1842 y 1960 |
| |
| Población de derecho según los censos de población del INE Población de hecho según los censos de población del INEEn estos censos se denominaba Matanza: 1842, 1857, 1860, 1877, 1887, 1897, 1900 y 1910 Entre el censo de 1970 y el anterior, este municipio desaparece porque se integra en el municipio 42162 (San Esteban de Gormaz) |

En el año 1981 contaba con 116 habitantes, concentrados en el núcleo principal, pasando a 42 en 2010, 24 varones y 18 mujeres.
| Gráfica de evolución demográfica de Matanza de Soria entre 2000 y 2010                           |
|                                                                                                  |
| Población de derecho (2000-2010) según los censos de población del INE a 1 de enero de cada año. |